# Polycarpon polycarpoides
Polycarpon polycarpoides là loài thực vật có hoa thuộc họ Cẩm chướng. Loài này được (Biv.) Zodda miêu tả khoa học đầu tiên năm 1908.